# Finsk lapphund
För andra betydelser, se Lapphund.
Finsk lapphund är en hundras från Finland, en vallande spets som är en av tre raser lapphund. Den är intelligent, modig, lugn, läraktig och arbetsvillig med mjuka drag, trogen och med en päls som lämpar sig för subarktiskt klimat. Den är lämplig för vallning, särskilt renvallning, och kan användas som jakthund, ofta till småvilt, och även som spårhund. Den har goda egenskaper som lämpar sig väl för alla hundsporter.

## Historia
Lapphundar har använts av samer sedan urminnes tider och kom förmodligen med samerna i samband med att de vandrade upp till Skandinavien som jägarfolk, och användes då som jakthundar. När samerna övergick till renskötsel blev hundens huvudsyssla renvallning. Numera är lapphunden även populär som sällskapshund.
På 1960-talet insåg man i Finland att det fanns två raser av lapphund och det blev då finsk lapphund och lapsk vallhund. 1975 erkändes finsk lapphund som självständig ras. Den är snarlik svensk lapphund men har en helt annan tillkomsthistoria. När man inventerade de hundar som inte uppfyllde rasstandarden för lapsk vallhund, d.v.s. sådana renvallare som var långhåriga och korta i ryggen, så fann man ett 70-tal varav ett par stycken i Sverige och Norge. Till grund för den finska lapphunden ligger alltså arbetande renhundar från sen tid. Stamboken är fortfarande öppen för rastypiska hundar utan känd härstamning.

## Egenskaper
Den finska lapphunden skiljer sig i vallningsteknik från den lapska vallhunden genom att den finska lapphunden liksom den svenska är en galoppör och kortvallare som kan arbeta i flock. Medan den lapska vallhunden arbetar med att samla in renhjordar på vidderna så är den finska lapphunden mer anpassad till de intensiva renskiljningarna. De används även till att valla mindre renflockar nära hemmagården eller vistet. I Finland finns ett särskilt vallhundsprov för renvallare.

## Utseende
Hundens rörelser skall vara flotta. Den byter travet lätt till galopp, som för den är en angenäm rörelseform. Rörelserna skall vara parallella. I arbetet är finsk lapphund rask och snabb.
Pälsen skall vara riklig, i synnerhet hanhundar skall ha en tydlig krage. Täckhåret skall vara långt, rakt och strävt. På huvudet och på benens främre del skall pälsen vara kortare. Det skall finnas rikligt av mjuk och tät bottenull. Den finska lapphunden varieras färgmässigt. Alla färger som är dominerande på hundkroppen är godkända. Avvikelser får förekomma på huvudet, halsen, bröstet, bröstkorgens undre del, benen och på svansen.